# Âm nhạc tôn giáo

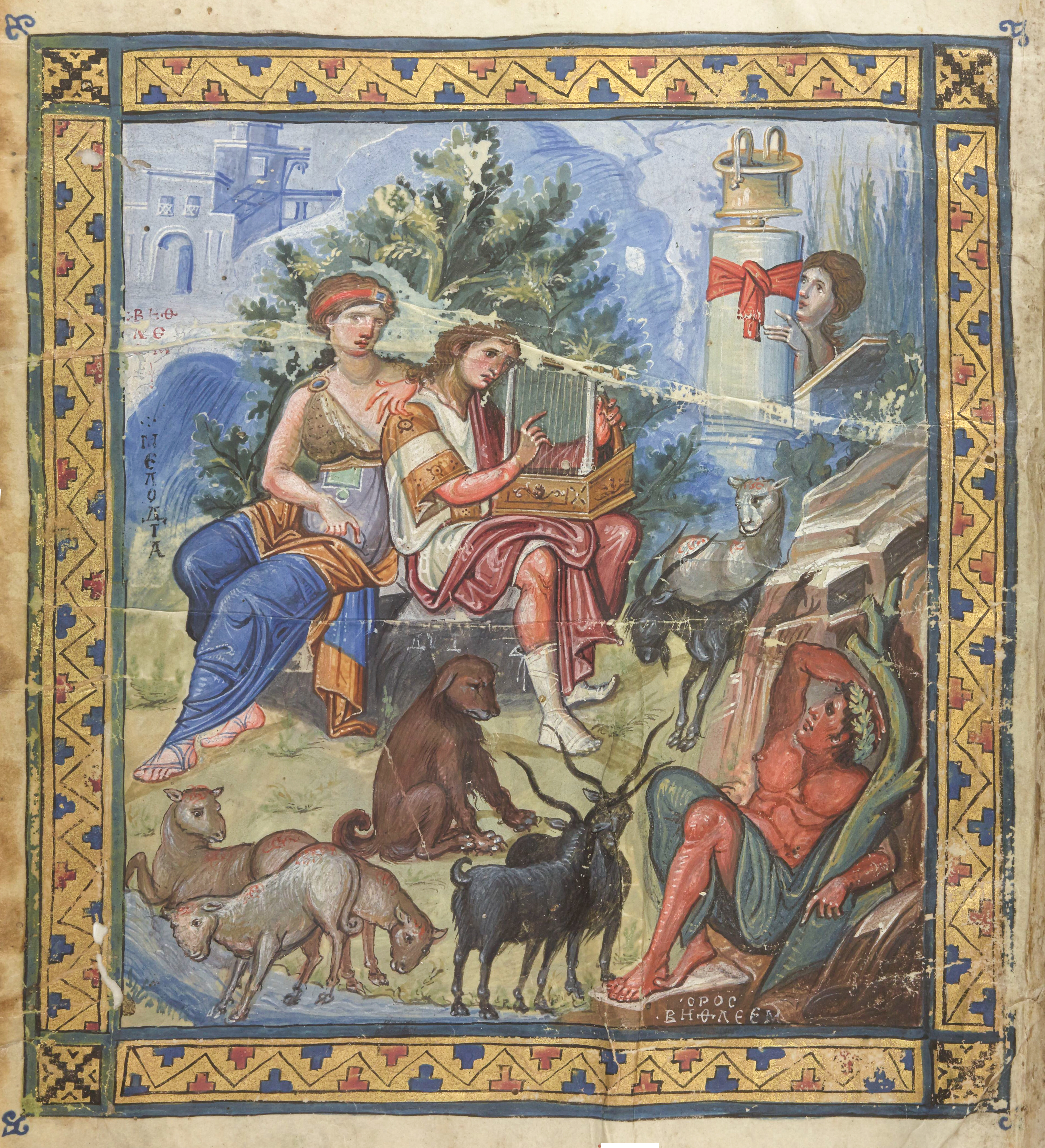
David chơi đàn hạc của mình (nghệ sĩ vô danh, c. 960). Cuốn thánh Vịnh, bao gồm kinh Do Thái & kinh Thiên Chúa, được cho rằng phần lớn viết bởi David, là một trong những bộ sưu tập thánh ca đầu tiên và vẫn còn giữ vai trò quan trọng trong các nghi thức tế lễ của cả hai tôn giáo.

Âm nhạc tôn giáo là âm nhạc được trình diễn hiện hoặc sáng tác với mục đích tôn giáo hoặc lấy cảm hứng bởi tôn giáo. Nhạc lễ nghi là thể loại âm nhạc mà, dù là thánh ca hay không, đều trình bày hoặc sáng tác phục vụ mục đích nghi lễ.

## Nhạc Thiên Chúa giáo
Theo một số học giả, âm nhạc đầu tiên xuất hiện trong nhà Thờ thiên chúa giáo đến từ nhạc thờ phượng của người do Thái, cùng với một chút ảnh hưởng từ tiếng Syri cổ. Người ta tin rằng loại âm nhạc này là sự kết hợp giữa hát và nói, hoặc nói với một điệu thánh thi lễ nghi. Tuy nhiên, cũng có ý kiến khác cho rằng gốc rễ của nhạc Thiên Chúa giáo đến từ những dòng tu khổ hạnh đời đầu của đạo này.

## Nhạc Hindu
Hindu âm nhạc là âm nhạc được tạo ra hoặc ảnh hưởng bởi Ấn Độ giáo.

## Nhạc Do Thái
Âm nhạc Do Thái thuở nguyên sơ được dựa trên cùng một hệ thống như trong các ngôi Đền ở Jerusalem. Theo Talmud, Joshua ben Hananiah, người từng phục vụ trong dàn hợp xướng điện thờ lê vi cho biết làm thế nào mà những thành viên trong ca đoàn từ những giáo dân trở nên là những người chơi nhạc bởi altar (Talmud, Suk. 53a), và đồng thời phục vụ cả hai lĩnh vực.

## Nhạc Shintō
Nhạc Shinto (神楽) là âm nhạc nghi lễ cho Shinto (神道), là tôn giáo bản địa của Nhật Bản.

## Âm nhạc Phật giáo
Âm nhạc Phật giáo là âm nhạc cho lễ Phật hoặc thiền.

## Nhạc Zoroastrian
Nhạc Zoroastrian là một thể loại nhạc đi cùng với truyền thống và nghi thức của đạo Zoroastrian